# Algodones (Novo México)
Algodones é uma Região censo-designada localizada no estado americano de Novo México, no Condado de Sandoval.

## Demografia
Segundo o censo americano de 2000, a sua população era de 688 habitantes.

## Geografia
De acordo com o United States Census Bureau tem uma área de 
19,0 km², dos quais 18,7 km² cobertos por terra e 0,3 km² cobertos por água.

## Localidades na vizinhança
O diagrama seguinte representa as localidades num raio de 16 km ao redor de Algodones. 